# 唐密
唐密，又稱真言陀罗尼宗、真言宗、金剛頂宗、大日宗、毗盧遮那宗、開元宗，佛教密宗流派，發源於印度，在唐玄宗開元年間（西元716年－720年）傳入漢傳佛教中，主要以金剛界、胎藏界兩部密法為主，稱為二部純密。唐朝之後，金剛界、胎藏界兩部密法在中國失傳，外傳至日本，現代日本所傳的東密、台密二個流派皆是源自於唐密。宋代之後，仍有一些屬於雜密的密宗修行方式流傳，如蒙山施食、放焰口等，但已不被視為是獨立流派。
中國佛教密宗祖庭為大興善寺。青龍寺曾是密宗傳法之所，寺宇於北宋時被毀。高野山真言宗總本山寺院金剛峯寺與京都的東寺同為日本真言宗之聖地。

## 歷史
在成体系的密宗形成之前，称为“雜密”的一些密法已经就傳入中國，最早見於三國吳黃龍二年（230年）竺律炎譯出《摩登伽經》，支謙譯《華積陀羅尼神咒經》，《無量門微密持經》。
公元8世纪唐玄宗時代，印度高僧善无畏、金刚智，與不空來到中國，合稱“開元三大士”。三位密宗大師，在大唐皇室的扶持之下，於長安的大興善寺（位於今西安市）譯出大量密教經典，宏揚密法，成為唐密的開端。
善无畏在一行协助下，於洛阳大福先寺译出《大日经》，成為胎藏界密法傳入中國的開始。
唐开元八年，南印度密教高僧金刚智经南海郡、广州抵達洛阳，傳入金剛界密法。金刚智于开元十一年至十八年，先后在长安资圣寺、大荐福寺译出《金刚顶瑜伽中略出念诵法》等经四部。
其弟子不空曾奉师命赴狮子国(今斯里兰卡）学习密法，在普賢阿闍黎座下受金剛界與胎藏界兩部密法灌頂。回中国后先后在长安、洛阳、武威等地译出《金刚顶经》、《金刚顶五秘密修行念诵仪轨》等十一部，計143卷。《金刚顶经》后亦为密宗所依的主要经典。他们的传授以金刚界密法（智）为主。
在唐武宗會昌毀佛之後，因為失去皇室的支持，需縝密壇城布置與繁複儀軌教授的唐密傳承遭到斷絕，僅留大悲、尊勝、準提、穢跡等較簡明之獨部密法為大眾知悉。詳細儀軌在禪宗、淨土宗、華嚴宗等出家眾中隱密傳承下來。另外未受法難影響之唐密教法在日本以東密、台密傳承保存至今日。
清末民初至中華人民共和國建成前，大陸密宗轉復興盛。不少佛教人士赴東洋取經，重新學習東密、台密法門返華復興，包括有純密、顯蔭、慧剛、談玄、曼殊揭諦、又應、默禪、海印、悟光、持松、大勇等僧人，以及桂伯华、王弘願、程宅安、顧淨緣、江味農、陳濟博、黃邦輝等居士。中華人民共和國建國後，1987年於陝西省法門寺地宮出土包含唐密在內之唐朝文物，以致近代唐密熱潮興起，以持松法師的武汉宝通寺爲主要弘法道场。
香港有寶霞法師早年得福建僧人穢跡金剛法門秘法灌頂，于上世紀六十年代在香港北角英皇道設立金霞寺作爲道場弘揚密法。寬濟法師于公元2007年赴日高野山金剛峰寺獲得東密真言宗傳承，定期于青山莲池净院道場。
開設结缘灌顶法会。

## 經典
纯正密典的代表作，历代有“五部秘经”、“三部秘经”、“五经二论”等不同的说法。
| 经典名称                 | 全称                                 | 译者                                       | 是否东密五经二论                       | 是否台密五经 | 台密中相应的五大疏                       |
| ------------------------ | ------------------------------------ | ------------------------------------------ | -------------------------------------- | ------------ | ---------------------------------------- |
| 大日经                   | 大毗卢遮那成佛神变加持经             | 善无畏                                     | 是                                     | 是           | 一行：大日经义释                         |
| 金刚顶经                 | 金刚顶一切如来真实摄大乘现证大教王经 | 不空                                       | 是                                     | 是           | 圆仁：金刚顶大教王经疏                   |
| 苏悉地经                 | 苏悉地羯罗经                         | 善无畏                                     | 是                                     | 是           | 圆仁：苏悉地羯罗经略疏                   |
| 一字佛顶轮王经           | 一字佛頂輪王經                       | 菩提流志                                   | 否                                     | 是           | 圆珍：菩提场所说一字佛顶轮王经略义释会本 |
| 瑜祗经                   | 金刚峰楼阁一切瑜伽瑜祗经             | 金刚智                                     | 是                                     | 是           | 安然：金刚峰楼阁一切瑜伽瑜祗经修行法     |
| 大毗卢遮那佛说要略念诵经 | -----                                | 金刚智                                     | 是（或用金刚顶瑜伽略出念诵经代替）     | 否           |                                          |
| 略出经                   | 金刚顶瑜伽中略出念诵经               | 金刚智                                     | 是（或用大毗卢遮那佛说要略念诵经代替） | 否           |                                          |
| 释摩诃衍论               | -----                                | 龙树（托名）著，（姚秦）筏提摩多（托名）译 | 是                                     | 否           |                                          |
| 菩提心论                 | 金刚顶瑜伽中发阿耨多罗三藐三菩提心论 | 龙树（托名）注，不空译                     | 是                                     | 否           |                                          |

## 教義
唐密根源於南印度的如來藏學派，強調人本有清淨本性。
唐密的特色在於揉合胎藏界與金剛界兩個密宗流派為一體，傳統上，以開元三大士傳入的胎藏界《大日經》，與金剛界《金剛頂經》合稱二部大法，稱為「純密」，而稱以前所譯出的為「雜密」。「純密」與「雜密」的區分，見諸弘法大師空海的「三學錄」。主要的道場包括長安的大興善寺、青龍寺和扶風縣的法門寺。

## 汉传密教三昧耶戒
在纯密传入中国的唐代，密僧们仍然保持着重视戒律的传统。而且为了适应密宗复杂的事相，规定实行密法咒术的次序仪轨，专门的密教律也应运而生。善无畏翻译了含摄密教戒律的《苏悉地揭罗经》与《苏婆呼童子请问经》，并为《苏悉地经》作供养法，使之广泛流播。
印度宗教對密宗的影響甚鉅，例如「阿闥婆吠陀經」的咒術有治病法、長壽法、增益法、贖罪法、和合法、女事法、降服法、王事法、婆羅門法。後來，密宗的《苏悉地经》和《大日经》的增益、降服、息災三法，不但與「阿闥婆吠陀經」咒術的名稱相同，內容也無差異。《金剛頂經》又加入敬愛法與鉤召法，成為五種法。
密教的戒律稱為三昧耶戒。“三昧耶”在梵语中，是“誓言”的意思，而广义的说，它有平等、本誓、除障、惊觉四种含义。
| 平等 | 身、语、意三密平等、圆融、无碍，称为三三昧耶，故又称三平等。行者初发心时，知三三平等之理，安住佛地三昧道，照见心、佛及众生三无差别。 |
| 本誓 | 既以三平等之理为缘，乃起大誓愿，修大悲，行四无量、四摄等，能利益众生。                                                               |
| 除障 | 本誓发得三三平等之戒体时，能除灭过去、现在、未来的恶业罪障。                                                                         |
| 惊觉 | 自惊察身心，制止放逸懈怠。 |

三昧耶戒的戒体是众生本有的清净菩提心；行相为法界无量万德；而戒相则为《大日经·具缘真言品》列舉的四種重戒。
| 名称             | 解释 | 相当于何种三聚净戒 | 相配于何种菩提心 |
| ---------------- | --- | ------------------ | ---------------- |
| 不应舍正法戒     | 如來一切正教，皆當修行受持讀誦，應如海納百川，而無厭足之心。 | 攝律儀戒           | 三摩地菩提心     |
| 不應捨離菩提心戒 | 菩提心为三昧耶戒的根本。菩提心存，则三昧耶戒存；菩提心失，则三昧耶戒失。学密行人雖然具有菩提心，但由于他們處于因位，沒有圆满，不免有远离之虞。因此三昧耶戒在此告诫學人不应远离此心。                                     | 摄善法戒           | 胜义菩提心       |
| 不应悭吝法戒     | 諸勝法皆是如來在因位时，勤苦修行，捐棄身命，甚至為他人僮僕、床座而得，因此一切佛法，乃一切眾生父母的遺產，不能為一人獨有。因此，即便一个人能不捨正法，不離菩提心，但於正法慳吝，見機不惠施，則也犯下了盗三宝物相同的罪。 | 摄众生戒           | 行愿菩提心       |
| 饶益行戒         | 这是菩提心根本所决定。修学佛法者应普摄一切众生，为入道因缘。 | 摄众生戒           | 行愿菩提心       |

此后，四重禁戒又發展成密教十重戒，在不同的經典里有不同的說法，但只是条文开合的不同，内容上并无太大区别。
| 《大日经疏》第十七卷的说法             | 善无畏《无畏三藏禅要》的说法                                                             |
| -------------------------------------- | ---------------------------------------------------------------------------------------- |
| 不舍佛宝                               | 不应舍三宝皈依外道，是邪法故                                                             |
| 不舍法宝                               | 不应退菩提心，妨成佛故。                                                                 |
| 不舍僧宝                               | 不应毁谤三宝及三乘教典，背佛性故。                                                       |
| 不舍菩提心                             | 于甚深大乘经典不通解处不应生疑惑，非凡夫境故。                                           |
| 不谤一切三乘教法                       | 若有众生已发菩提心者，不应说如是法令退堕，趣向二乘，断三宝种故。                         |
| 不悭吝一切法                           | 未发菩提心者，亦不应说如是法，令彼于二乘之心，违本愿故。                                 |
| 不起邪见                               | 对小乘人及邪见人前，不应辄说深妙大乘，恐彼生谤获大殃故。                                 |
| 不阻止他发大心，亦不得见其懈退而不劝发 | 不应发起诸邪见等法，令断善根故。                                                         |
| 不差机说法                             | 于外道前不应自说我具无上菩提妙戒，令彼以嗔恨心求如是物不能办得，令退菩提心，二俱有损故。 |
| 不施一切不饶益他物                     | 但于一切众生有所损害及无利益者，皆不应作及教人作、见作随喜，于利他法及慈悲心相违背故。   |

　
总摄上说，漢傳密教三昧耶戒之戒相可歸納為如下十戒条文：
| （一）不退菩提心。             | 摄律仪戒与摄善法戒 |
| （二）不舍离三宝，不皈依外道。 | 摄律仪戒与摄善法戒 |
| （三）不毁谤三宝，及三乘佛法。 | 摄律仪戒与摄善法戒 |
| （四）不应舍正法，不疑大乘法。 | 摄律仪戒与摄善法戒 |
| （五）不应起邪见，不拨无因果。 | 摄律仪戒与摄善法戒 |
| （六）于法不悭吝，不差机说法。 | 摄众生戒           |
| （七）不应向大心，说法令退堕。 | 摄众生戒           |
| （八）不应向小根，辄说微妙法。 | 摄众生戒           |
| （九）不应向外道，自说具妙戒。 | 摄众生戒           |
| （十）必饶益有情，不作损害行。 | 摄众生戒           |

在《大日经疏》 卷九中，列举了违背三种违背三昧耶戒的重罪：
| 罪名     | 行为                             |
| 退三昧耶 | 受三昧耶戒之后，退失本誓而不修行 |
| 破三昧耶 | 已受密法，却对密藏产生疑谤之念   |
| 越三昧耶 | 未得阿阇梨允许，恣意见闻圣教口诀 |

## 代表人物
唐密以開元三大士為開宗者，三大士中，以不空的弟子最多，影響力也最大。
不空著名弟子有金阁寺含光，新罗慧超，青龙寺惠果，崇福寺慧朗，保寿寺元皎、觉超，世称“六哲”。而以惠果承其法系。惠果曾任代宗、德宗、顺宗三代“国师”。其弟子有爪哇僧辩弘、日僧空海等。
唐密東傳日本真言宗（東密）以空海為開宗祖師，此外，又有最澄開創台密。
民國後多位大師前往日本學習東密，傳入中國大陸後亦或稱之為唐密，由此傳承的代表人物為持松大師。

## 外部連結
- 民初顯密關係論述評   ──以密教弘傳浙江及其效應為視角（页面存档备份，存于）